# BabyTV
BabyTV е 24-часов телевизионен канал за бебета, малки деца и техните родители. Каналът се излъчва от 2003 г. на 18 различни езика в над 85 страни. BabyTV създава специализиранни предавания за бебета и малки деца. Всички предавания са създадени под ръководството на детски експерти. BabyTV се излъчва на английски език. През октомври Baby TV преминава към излъчване в HD качество на картината.   

## История
BabyTV е разработена за първи път през декември 2003 г. като образователен блок в Израел от Рон Айзък, Мая и Лиран Талит и членове на техните семейства. Те решават да създадат образователен телевизионен канал за бебета и малки деца. За първи път каналът е пуснат през юли 2005 г., а през октомври 2007 г. Fox International Channels придобива основен дял в BabyTV, поставяйки го редом с международните си канали Fox Crime, Fox, National Geographic и други. Първите шест програми, излъчени по BabyTV, са Hands Up, Tulli, Bouncy Balls, Jammers, Little Chick и Tell A Story.
На 9 юни 2022 г. BabyTV спира да излъчва в Латвия, тъй като телевизионният лиценз е от Русия.
На 1 октомври 2022 г. BabyTV е затворен в Италия и Русия заедно с италианската и руската версия на National Geographic и National Geographic Wild, като в процеса са преустановени всички активни линейни телевизионни услуги в Италия и Русия с изключение на Disney Channel в Русия под контрола на компанията „Уолт Дисни“. BabyTV все още се предлага на руски и италиански в YouTube.